# 擬譜最佳控制
擬譜最佳控制（Pseudospectral optimal control）是一種求解最优控制問題的方式，結合了擬譜法的數值方法以及最优控制的理論。擬譜最佳控制已用在軍事及工業應用的飛行系統中，此技術也廣泛的用在飛彈導引、機械手臂控制、振動阻尼等問題中。

## 簡介
最佳控制的求解法中，有許多的方法都屬於擬譜最佳控制的範圍，例如勒壤得擬譜法、切比雪夫擬譜法、高斯擬譜法、Ross–Fahroo擬譜法、貝爾曼擬譜法及平坦擬譜法等。
要求解最佳控制問題，需要將三種數學工具進行近似：成本函數的積分、控制系統的微分方程、以及狀態控制的限制條件，理想的近似要在上述三種數學工具上可以有效率的近似。有些工具可以適用於其中的一種（例如高效的ODE求解器），但無法適用於其他二種數學工具上，而擬譜法可以適用於這三種數學工具的近似，適合應用在最佳控制問題上。使用擬譜法時，連續函數會用適當選擇的分割格點來近似。分割格點會由近似用的對應正交多項式基底函數來決定。在擬譜最佳控制中，常用勒让德多项式及切比雪夫多项式。在數學上，利用分割格點可以只用幾個點達到高精度。例如在Legendre–Gauss–Lobatto格點下，針對光滑函數(C{\displaystyle \infty })的拉格朗日插值法可以以譜率（spectral rate）為L2的方式收斂，比任何多項式的收斂速率都快。

## 細節
最佳控制的基本擬譜法是以伴随向量映射原理為基礎，其他的技巧，例如貝爾曼擬譜法，是用初始時間的網格密集（node-clustering）來進行最佳控制。網格密集會出現在所有的高斯點上。
而且，擬譜最佳控制的結構會考慮使運算高效進行的方式，例如ad-hoc縮放及雅可比計算法，例如已有研究者將二元数理論用在擬譜最佳控制上。
在擬譜最佳控制中，積分會用分割的方式來近似，設法得到最理想的數值積分結果。例如，若只有N個格點，Legendre-Gauss分割積分在{\displaystyle 2N-1}次或以下的多項式，都可以有完全精確的結果。在最佳控制問題中，用擬譜法離散微分方程時，會用簡單而高精度的微分矩陣來計算導數。因為擬譜法強迫系統在選定的格點上計算結果，狀態控制的限制條件也會直接離散化，這些數學上的優點使擬譜法成為求解連續最佳控制問題的直接離散化工具。

## 外部連結
- How Stuff Works （页面存档备份，存于）
- Pseudospectral optimal control: Part 1 （页面存档备份，存于）
- Pseudospectral optimal control: Part 2 （页面存档备份，存于）

## 軟體
- Dido（英语：DIDO (optimal control)）：DIDO - MATLAB tool for optimal control （页面存档备份，存于），得名自Carthage皇后狄多
- GPOPS-II（英语：GPOPS-II）：General Purpose Optimal Control Software （页面存档备份，存于）
- GESOP – Graphical Environment for Simulation and OPtimization
- OpenOCL – Open Optimal Control Library （页面存档备份，存于）
- PROPT – MATLAB Optimal Control Software （页面存档备份，存于）
- PSOPT – Open Source Pseudospectral Optimal Control Solver in C++ （页面存档备份，存于）
- SPARTAN（英语：SPARTAN）：Simple Pseudospectral Algorithm for Rapid Trajectory ANalysis  （页面存档备份，存于）
- OpenGoddard - Python Open Source Pseudospectral Optimal Control Software （页面存档备份，存于）